# Мекерн
Мекерн (њем. Möckern) град је у њемачкој савезној држави Саксонија-Анхалт. Једно је од 8 општинских средишта округа Јериховер Ланд. Према процјени из 2010. у граду је живјело 14.184 становника. Посједује регионалну шифру (AGS) 15086140.

## Географски и демографски подаци
Мекерн се налази у савезној држави Саксонија-Анхалт у округу Јериховер Ланд. Град се налази на надморској висини од 64 метра. Површина општине износи 517,6 km². У самом граду је, према процјени из 2010. године, живјело 14.184 становника. Просјечна густина становништва износи 27 становника/km².